# Coronopora truncata
Coronopora truncata är en mossdjursart som först beskrevs av Fleming 1828.  Coronopora truncata ingår i släktet Coronopora och familjen Lichenoporidae. Inga underarter finns listade i Catalogue of Life.